# Кубок Англії з футболу 1920—1921
Кубок Англії з футболу 1920—1921 — 46-й розіграш найстарішого футбольного турніру у світі, Кубка виклику Футбольної Асоціації, також відомого як Кубок Англії. Вдруге титул здобув Тоттенгем Готспур.

## Перший раунд
| Дата                  | Господарі                | Рахунок | Гості                |
| --------------------- | ------------------------ | ------- | -------------------- |
| 8 січня               | Дарлінгтон               | 2:2     | Блекпул              |
| 12 січня Перегравання | Блекпул                  | 2:1     | Дарлінгтон           |
| 8 січня               | Ліверпуль                | 1:1     | Манчестер Юнайтед    |
| 12 січня Перегравання | Манчестер Юнайтед        | 1:2     | Ліверпуль            |
| 8 січня               | Престон Норт-Енд         | 2:0     | Болтон Вондерерз     |
| 8 січня               | Саут Шилдс               | 3:0     | Портсмут             |
| 8 січня               | Вотфорд                  | 3:0     | Ексетер Сіті         |
| 8 січня               | Редінг                   | 0:0     | Челсі                |
| 12 січня Перегравання | Челсі                    | 2:2     | Редінг               |
| 17 січня Перегравання | Челсі                    | 3:1     | Редінг               |
| 8 січня               | Лестер Сіті              | 3:7     | Бернлі               |
| 8 січня               | Ноттс Каунті             | 3:0     | Вест-Бромвіч Альбіон |
| 8 січня               | Блекберн Роверз          | 1:1     | Фулгем               |
| 12 січня Перегравання | Фулгем                   | 1:0     | Блекберн Роверз      |
| 8 січня               | Астон Вілла              | 2:0     | Бристоль Сіті        |
| 8 січня               | Венсдей                  | 1:0     | Вест Гем Юнайтед     |
| 8 січня               | Грімсбі Таун             | 1:0     | Норвіч Сіті          |
| 8 січня               | Вулвергемптон Вондерерз  | 3:2     | Сток                 |
| 8 січня               | Сандерленд               | 0:1     | Кардіфф Сіті         |
| 8 січня               | Дербі Каунті             | 2:0     | Мідлсбро             |
| 8 січня               | Лутон Таун               | 2:1     | Бірмінгем Сіті       |
| 8 січня               | Евертон                  | 1:0     | Стокпорт Каунті      |
| 8 січня               | Свіндон Таун             | 1:0     | Шеффілд Юнайтед      |
| 8 січня               | Ньюкасл Юнайтед          | 1:1     | Ноттінгем Форест     |
| 12 січня Перегравання | Ноттінгем Форест         | 2:0     | Ньюкасл Юнайтед      |
| 8 січня               | Тоттенгем Готспур        | 6:2     | Бристоль Роверз      |
| 8 січня               | Квінз Парк Рейнджерс     | 2:0     | Арсенал              |
| 8 січня               | Брентфорд                | 1:2     | Гаддерсфілд Таун     |
| 8 січня               | Нортгемптон Таун         | 0:0     | Саутгемптон          |
| 12 січня Перегравання | Саутгемптон              | 4:1     | Нортгемптон Таун     |
| 8 січня               | Брайтон енд Гоув Альбіон | 4:1     | Олдем Атлетік        |
| 8 січня               | Плімут Аргайл            | 2:0     | Рочдейл              |
| 8 січня               | Бредфорд Сіті            | 3:1     | Барнслі              |
| 8 січня               | Міллволл                 | 0:3     | Лінкольн Сіті        |
| 8 січня               | Галл Сіті                | 3:0     | Бат Сіті             |
| 8 січня               | Крістал Пелес            | 2:0     | Манчестер Сіті       |
| 8 січня               | Саутенд Юнайтед          | 5:1     | Еклз Юнайтед         |
| 8 січня               | Бредфорд Парк-Авеню      | 1:0     | Клептон Орієнт       |
| 8 січня               | Суонсі Сіті              | 3:0     | Бері                 |

## Другий раунд
До другого раунду увійшли переможці першого раунду. 
| Дата                  | Господарі                | Рахунок | Гості                    |
| --------------------- | ------------------------ | ------- | ------------------------ |
| 29 січня              | Бернлі                   | 4:2     | Квінз Парк Рейнджерс     |
| 29 січня              | Престон Норт-Енд         | 4:1     | Вотфорд                  |
| 29 січня              | Саут Шилдс               | 0:4     | Лутон Таун               |
| 29 січня              | Ноттс Каунті             | 0:0     | Астон Вілла              |
| 2 лютого Перегравання | Астон Вілла              | 1:0     | Ноттс Каунті             |
| 29 січня              | Грімсбі Таун             | 1:3     | Саутгемптон              |
| 29 січня              | Дербі Каунті             | 1:1     | Вулвергемптон Вондерерз  |
| 2 лютого Перегравання | Вулвергемптон Вондерерз  | 1:0     | Дербі Каунті             |
| 29 січня              | Лінкольн Сіті            | 0:0     | Фулгем                   |
| 2 лютого Перегравання | Фулгем                   | 1:0     | Лінкольн Сіті            |
| 29 січня              | Евертон                  | 1:1     | Венсдей                  |
| 2 лютого Перегравання | Венсдей                  | 0:1     | Евертон                  |
| 29 січня              | Свіндон Таун             | 0:2     | Челсі                    |
| 29 січня              | Ньюкасл Юнайтед          | 1:0     | Ліверпуль                |
| 29 січня              | Тоттенгем Готспур        | 4:0     | Бредфорд Сіті            |
| 29 січня              | Брайтон енд Гоув Альбіон | 0:0     | Кардіфф Сіті             |
| 2 лютого Перегравання | Кардіфф Сіті             | 1:0     | Брайтон енд Гоув Альбіон |
| 29 січня              | Крістал Пелес            | 0:2     | Галл Сіті                |
| 29 січня              | Саутенд Юнайтед          | 1:0     | Блекпул                  |
| 29 січня              | Бредфорд Парк-Авеню      | 0:1     | Гаддерсфілд Таун         |
| 29 січня              | Суонсі Сіті              | 1:2     | Плімут Аргайл            |

## Третій раунд
До третього раунду увійшли переможці другого раунду. 
| Дата                   | Господарі       | Рахунок | Гості                   |
| ---------------------- | --------------- | ------- | ----------------------- |
| 19 лютого              | Саутгемптон     | 0:1     | Кардіфф Сіті            |
| 19 лютого              | Астон Вілла     | 2:0     | Гаддерсфілд Таун        |
| 19 лютого              | Лутон Таун      | 2:3     | Престон Норт-Енд        |
| 19 лютого              | Евертон         | 3:0     | Ньюкасл Юнайтед         |
| 19 лютого              | Фулгем          | 0:1     | Вулвергемптон Вондерерз |
| 19 лютого              | Плімут Аргайл   | 0:0     | Челсі                   |
| 23 лютого Перегравання | Челсі           | 0:0     | Плімут Аргайл           |
| 28 лютого Перегравання | Челсі           | 2:1     | Плімут Аргайл           |
| 19 лютого              | Галл Сіті       | 3:0     | Бернлі                  |
| 19 лютого              | Саутенд Юнайтед | 1:4     | Тоттенгем Готспур       |

## Четвертий раунд
У цьому раунді зіграли переможці попереднього етапу.
| Дата                   | Господарі         | Рахунок | Гості                   |
| ---------------------- | ----------------- | ------- | ----------------------- |
| 5 березня              | Галл Сіті         | 0:0     | Престон Норт-Енд        |
| 9 березня Перегравання | Престон Норт-Енд  | 1:0     | Галл Сіті               |
| 5 березня              | Тоттенгем Готспур | 1:0     | Астон Вілла             |
| 5 березня              | Евертон           | 0:1     | Вулвергемптон Вондерерз |
| 5 березня              | Кардіфф Сіті      | 1:0     | Челсі                   |

## Півфінали
У півфіналах зіграли команди, що перемогли на попередньому етапі.
| Дата                    | Господарі               | Рахунок | Гості            |
| ----------------------- | ----------------------- | ------- | ---------------- |
| 19 березня              | Вулвергемптон Вондерерз | 0:0     | Кардіфф Сіті     |
| 23 березня Перегравання | Вулвергемптон Вондерерз | 3:1     | Кардіфф Сіті     |
| 19 березня              | Тоттенгем Готспур       | 2:1     | Престон Норт-Енд |

## Фінал
| 23 квітня 1921 |

| Тоттенгем Готспур | 1:0      | Вулвергемптон Вондерерз |
| ----------------- | -------- | ----------------------- |
| Діммок 53'        | Протокол |                         |

| Стемфорд Бридж, Лондон Глядачів: 72 805 Арбітр: Дж.Дейвіс |